# Rikas Automobil-Werke
Die Rikas Automobil-Werke waren ein deutscher Hersteller von Automobilen.

## Unternehmensgeschichte
Das Unternehmen aus Berlin begann 1922 mit der Produktion von Automobilen. Der Markenname lautete Rikas. 1923 endete die Produktion.

## Fahrzeuge
Das Unternehmen stellte nur ein Modell her. Dies war der 6/14 PS. Für den Antrieb sorgte ein Vierzylindermotor.